# Didit Juang Indrianto
Didit Juang Indrianto (* 21. Juni 1992 in Grobogan) ist ein indonesischer Badmintonspieler.

## Karriere
Didit Juang Indrianto siegte 2008 und 2009 bei den indonesischen Juniorenmeisterschaften. 2009 belegte er auch Rang zwei bei den Auckland International. Im Folgejahr siegte er bei den Brazil International 2010 und den Cyprus International 2010.